# Phestilla arnoldi
Phestilla arnoldi — вид голозябрових молюсків родини Trinchesiidae. Описаний у 2024 році.

## Поширення
Ендемік Таїланду. Поширений у Сіамській затоці біля узбережжя острова Ко Тау. Живе на коралових рифах. Молюск є ектопаразитом коралів Acropora.

## Назва
Вид названий на честь морського біолога Спенсера Арнольда за його відкриття цього надзвичайно загадкового виду на Ко Тау, а також за значний внесок у спостереження та записи ектопаразитів на Ко Тау протягом досліджуваного періоду. Крім того, пан Арнольд підтримує освіту та дослідження морської біології та відіграє важливу роль у моніторингу біорізноманіття на острові Ко Тау та в інших місцях.